# Porte rapide

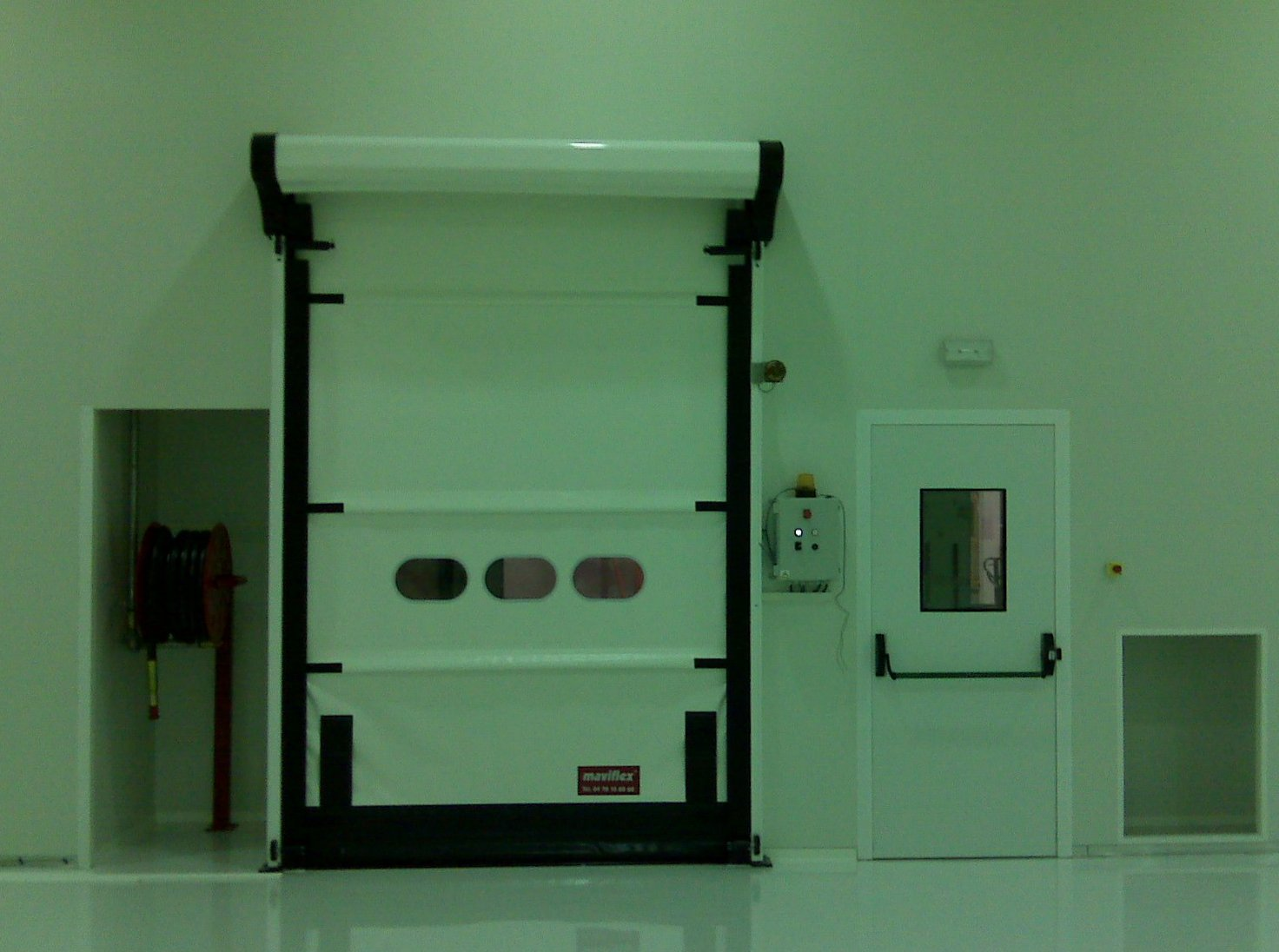
Porte souple rapide pour industrie pharmaceutique.

Une porte rapide est une porte motorisée à ouverture et fermeture très rapides. Cette fonctionnalité est très importante pour la protection des biens et des personnes (incendie, explosion, etc.).

## Utilisation
Les portes rapides sont particulièrement adaptées au milieu industriel, ainsi que pour les bâtiments de stockage et de logistique. Elles sont issues du développement technologique des portes sectionnelles et à enroulement. La différence essentielle est leur très grande rapidité, grâce à une technologie élaborée pour offrir une grande vitesse en ouverture et en fermeture, en garantissant une excellente fiabilité. Il existe des modèles à ouverture horizontale ou verticale.

## Application
Dans l’industrie, les portes rapides sont utilisées en intérieur ou en extérieur. Dans l’industrie agroalimentaire, où des conditions climatiques particulières doivent être respectées, dans les chambres froides notamment, les faibles temps d’ouverture et de fermeture limitent les échanges thermiques, les courants d’air et évitent toute interruption du processus d’exploitation.
Dans l'industrie pharmaceutique, où les salles de fabrication sont en surpression pour éviter l'entrée d'air ambiant non filtré, la réduction du temps d'exposition à chaque cycle d'ouverture / fermeture réduit la chute de pression et les risques sanitaires. Des produits sont spécialement conçus pour des applications avec convoyeurs, les issues de secours ou les zones à risque d’explosion.

## Exigences

Courbe de limite effort dynamique en cas de contact durant la fermeture d'une porte rapide.

En France, depuis l'arrêté du 5 août 2004 paru au Journal Officiel, les portes souples rapides sont rattachées aux « portes et portails industriels, commerciaux et de garage » et doivent se conformer au référentiel harmonisé européen NF-EN-13241-1 à partir du 1er mai 2005. Ce référentiel de 19 normes européennes combine exigences de sécurité, objectifs de performances du produit et respect de l'environnement.
Parmi les différentes contraintes normatives, l'exigence contre les risques mécaniques d'écrasement durant la fermeture impose soit d'empêcher tout contact avec la porte en train de se fermer, soit de limiter l'effort dynamique de contact vertical en dessous d'une courbe précise.
Les portes ne respectant pas l'une ou l'autre de ces contraintes représentent donc un danger, et leur vitesse de fermeture est limitée par réglementation à 0,5 m/s, favorisant la sécurité à l'isolation.
Les grandes vitesses de déplacement (pouvant être supérieures à 3 m/s) et les fréquences d’utilisation élevées constituent des contraintes exigeant une grande rigueur lors de la construction. Leur installation demande une étude préalable, afin d’adapter le produit au besoin précis des utilisateurs. De nombreux systèmes de sécurité et de télécommande permettent une parfaite maîtrise de l’utilisation de ces matériels.